# Série de championnat de la Ligue américaine de baseball 2005
La Série de championnat de la Ligue américaine de baseball 2005 était la série finale de la Ligue américaine de baseball, dont l'issue a déterminé le représentant de cette ligue à la Série mondiale 2005, la grande finale des Ligues majeures.
Cette série quatre de sept débute le mardi 11 octobre 2005 et se termine le dimanche 16 octobre par une victoire des White Sox de Chicago, quatre matchs à un sur les Angels de Los Angeles d'Anaheim. 

## Équipes en présence
Les White Sox de Chicago terminent la saison régulière 2005 avec le deuxième meilleur dossier du baseball majeur après les 100 victoires des Cardinals de Saint-Louis dans la Ligue nationale. Avec 99 gains contre 63 défaites et six parties de priorité sur les Indians de Cleveland, les Sox remportent le championnat de la division Centrale de la Ligue américaine, pour un premier titre de section depuis 2000. La victoire de Chicago, trois victoires à zéro, sur les Red Sox de Boston (95-67, qualifiés comme meilleurs deuxièmes) en Série de divisions leur permet d'accéder à la Série de championnat pour la première fois depuis 1993. Les White Sox n'ont jamais remporté avec 2005 une Série de championnat, ayant également été battu dans cette ronde éliminatoire en 1983. 
Avec un dossier victoires-défaites de 95-67, les Angels de Los Angeles d'Anaheim devancent par sept parties les Athletics d'Oakland et décrochent le titre de la division Ouest pour la deuxième année de suite. Les Yankees de New York, champions de la section Est et auteurs d'une fiche identique en saison régulière, sont leurs adversaires en Série de divisions. Les Angels l'emportent trois victoires à deux, dans la limite de cinq parties.
Les White Sox et les Angels s'affrontent pour la première fois en séries éliminatoires.

## Déroulement de la série

### Calendrier des rencontres
| Match | Date       | Visiteur              | Hôte                  | Score |
| ----- | ---------- | --------------------- | --------------------- | ----- |
| 1     | 11 octobre | Angels de Los Angeles | White Sox de Chicago  | 3 - 3 |
| 2     | 12 octobre | Angels de Los Angeles | White Sox de Chicago  | 1 - 2 |
| 3     | 14 octobre | White Sox de Chicago  | Angels de Los Angeles | 5 - 2 |
| 4     | 15 octobre | White Sox de Chicago  | Angels de Los Angeles | 8 - 2 |
| 5     | 16 octobre | White Sox de Chicago  | Angels de Los Angeles | 6 - 3 |

### Match 1
Mardi 11 octobre 2005 au U.S. Cellular Field, Chicago, Illinois.
| Angels de Los Angeles | 0 | 1 | 2 | 0 | 0 | 0 | 0 | 0 | 0 | 3 | 7 | 1 |
| White Sox de Chicago | 0 | 0 | 1 | 1 | 0 | 0 | 0 | 0 | 0 | 2 | 7 | 0 |
| Lanceurs partants : LAA : Paul Byrd CHI : José Contreras Vic. : Paul Byrd (1-0) Déf. : José Contreras (0-1) Sauv. : Francisco Rodríguez (1) HRs : LAA : Garret Anderson (1) CHI : Joe Crede (1) |   |   |   |   |   |   |   |   |   |   |   |   |

### Match 2
Mercredi 12 octobre 2005 au U.S. Cellular Field, Chicago, Illinois.
| Angels de Los Angeles | 0 | 0 | 0 | 0 | 1 | 0 | 0 | 0 | 0 | 1 | 5 | 3 |
| White Sox de Chicago | 1 | 0 | 0 | 0 | 0 | 0 | 0 | 0 | 1 | 2 | 7 | 1 |
| Lanceurs partants : LAA : Jarrod Washburn CHI : Mark Buehrle Vic. : Mark Buehrle (1-0) Déf. : Kelvim Escobar (0-1) HRs : LAA : Robb Quinlan (1) |   |   |   |   |   |   |   |   |   |   |   |   |

### Match 3
Vendredi 14 octobre 2005 au Angel Stadium, Anaheim, Californie.
| White Sox de Chicago | 3 | 0 | 1 | 0 | 1 | 0 | 0 | 0 | 0 | 5 | 11 | 0 |
| Angels de Los Angeles | 0 | 0 | 0 | 0 | 0 | 2 | 0 | 0 | 0 | 2 | 4  | 0 |
| Lanceurs partants : CHI : Jon Garland LAA : John Lackey Vic. : Jon Garland (1-0) Déf. : John Lackey (0-1) HRs : CHI : Paul Konerko (1) LAA : Orlando Cabrera (1) |   |   |   |   |   |   |   |   |   |   |    |   |

### Match 4
Samedi 15 octobre 2005 au Angel Stadium, Anaheim, Californie.
| White Sox de Chicago | 3 | 0 | 1 | 1 | 1 | 0 | 0 | 2 | 0 | 8 | 8 | 1 |
| Angels de Los Angeles | 0 | 1 | 0 | 1 | 0 | 0 | 0 | 0 | 0 | 2 | 6 | 1 |
| Lanceurs partants : CHI : Freddy García LAA : Ervin Santana Vic. : Freddy García (1-0) Déf. : Ervin Santana (0-1) HRs : CHI : A. J. Pierzynski (1), Paul Konerko (2) |   |   |   |   |   |   |   |   |   |   |   |   |

### Match 5
Dimanche 16 octobre 2005 au Angel Stadium, Anaheim, Californie.
| White Sox de Chicago | 0 | 1 | 0 | 0 | 1 | 0 | 1 | 1 | 2 | 6 | 8 | 1 |
| Angels de Los Angeles | 0 | 0 | 1 | 0 | 2 | 0 | 0 | 0 | 0 | 3 | 5 | 2 |
| Lanceurs partants : CHI : José Contreras LAA : Paul Byrd Vic. : José Contreras (1-1) Déf. : Kelvim Escobar (0-2) HRs : CHI : Joe Crede (2) |   |   |   |   |   |   |   |   |   |   |   |   |

## Joueur par excellence
Le joueur de premier but des White Sox de Chicago, Paul Konerko, est nommé joueur par excellence de la Série de championnat 2005 de la Ligue américaine de baseball. Konerko produit sept points en cinq matchs contre les Angels, notamment grâce à deux coups de circuit. Il marque également six points.